# Barrikadetiden
Barrikadetiden (lettisk: Barikāžu laiks) er en historisk begivenhed til forsvar for Republikken Letlands genvundne selvstændighed proklameret den 4. maj 1990, en begivenhed der blev organiseret i hovedstaden Riga samt andre byer i Letland fra den 13. januar til den 27. januar 1991. I sin bredeste forstand benyttes begrebet om perioden helt frem til den 21. august 1991, hvor det sidste angreb på barrikaderne af OMON-særenheder fandt sted.
Barrikadetidens forsvareres ikke-voldelige modstand gav ikke alene OMON-særenhederne modstand, men omstødte også med bred international opbakning den øverste sovjetiske ledelses beslutning om at indføre undtagelsestilstand og indsætte regulære sovjetiske militærenheder fra Vitebsk. I alt syv personer omkom under barrikadetiden i forbindelse med OMON-særenhedernes overfald. Siden januar 1996 er mere end 30.000 barrikadedeltagere blevet udmærket med Barrikadedeltagernes Erindringsmedalje.